# Alto Lucero, Quimixtlán
Alto Lucero är en ort i Mexiko.   Den ligger i kommunen Quimixtlán och delstaten Puebla, i den sydöstra delen av landet, 210 km öster om huvudstaden Mexico City. Alto Lucero ligger 2 204 meter över havet och antalet invånare är 416.
Terrängen runt Alto Lucero är bergig norrut, men söderut är den kuperad. Runt Alto Lucero är det tätbefolkat, med 266 invånare per kvadratkilometer. Närmaste större samhälle är Huatusco de Chicuellar, 19,7 km sydost om Alto Lucero. I omgivningarna runt Alto Lucero växer i huvudsak blandskog.